# هارمونی (مینه‌سوتا)
هارمونی، مینه‌سوتا (به انگلیسی: Harmony, Minnesota) یک شهر در ایالات متحده آمریکا است که در شهرستان فیلمور واقع شده‌است.

## خصوصیات
هارمونی ۲٫۹۳ کیلومترمربع مساحت و ۱٬۰۲۰ نفر جمعیت دارد و ۴۱۲ متر بالاتر از سطح دریا واقع شده‌است.